# Carrazeda de Ansiães
Carrazeda de Ansiães (kɐʁɐ'zedɐ dɨ ɐ̃si'ɐ̃ĩʃ) è un comune portoghese di 7 642 abitanti situato nel distretto di Braganza.

## Società

### Evoluzione demografica
| Popolazione di Carrazeda de Ansiães (1801 – 2004) | Popolazione di Carrazeda de Ansiães (1801 – 2004) | Popolazione di Carrazeda de Ansiães (1801 – 2004) | Popolazione di Carrazeda de Ansiães (1801 – 2004) | Popolazione di Carrazeda de Ansiães (1801 – 2004) | Popolazione di Carrazeda de Ansiães (1801 – 2004) | Popolazione di Carrazeda de Ansiães (1801 – 2004) | Popolazione di Carrazeda de Ansiães (1801 – 2004) | Popolazione di Carrazeda de Ansiães (1801 – 2004) |
| ------------------------------------------------- | ------------------------------------------------- | ------------------------------------------------- | ------------------------------------------------- | ------------------------------------------------- | ------------------------------------------------- | ------------------------------------------------- | ------------------------------------------------- | ------------------------------------------------- |
| 1801                                              | 1849                                              | 1900                                              | 1930                                              | 1960                                              | 1981                                              | 1991                                              | 2001                                              | 2004                                              |
| 6330                                              | 7706                                              | 13605                                             | 13559                                             | 14340                                             | 11420                                             | 9235                                              | 7642                                              | 7220                                              |

## Freguesias
- Amedo
- Beira Grande
- Belver
- Carrazeda de Ansiães
- Castanheiro
- Fonte Longa
- Lavandeira
- Linhares
- Marzagão
- Mogo de Malta
- Parambos
- Pereiros
- Pinhal do Norte
- Pombal
- Ribalonga
- Seixo de Ansiães
- Selores
- Vilarinho da Castanheira
- Zedes